# Manuel Pamić
Manuel Pamić (* 20. August 1986 in Žminj) ist ein kroatischer Fußballspieler. Seit der Saison 2013/14 spielt er für Chievo Verona.

## Karriere

### Verein
Pamić begann seine Karriere bei seinem Stadtverein NK Žminj und wechselte 2004 zu NK Istra 1961 sowie zwei Jahre später zu HNK Rijeka. In dieser Zeit kam er regelmäßig in kroatischen Junioren-Auswahlmannschaften zum Einsatz.
Zur Winterpause der Saison 2007/08 wechselte er für 800.000 Euro zum österreichischen Bundesligisten FC Red Bull Salzburg, wo er einen Vertrag bis Sommer 2011 unterschrieb. Sein Debüt in Österreich gab Pamić am 15. Februar 2008 gegen den SV Mattersburg, wo er von Anfang an in der Viererkette starten durfte. Pamić spielte durch und Salzburg gewann 4:0. Allerdings kam er nur zu insgesamt sechs Einsätzen für die Kampfmannschaft und zu vier für die zweite Mannschaft, den Juniors.
Anfang Januar 2009 wechselte Pamić leihweise für ein Jahr zum tschechischen Klub Sparta Prag. Im Januar 2010 unterschrieb Pamić bei Sparta einen langfristigen Vertrag. 30 Prozent der nicht näher genannten Ablösesumme an den FC Red Bull Salzburg erhielt Pamić' ehemaliger Verein HNK Rijeka. Mit Sparta gewann im Jahr 2010 die tschechische Meisterschaft.
Im Juli 2013 gab der italienische Erstligist Chievo Verona die Verpflichtung Pamićs bekannt.

### Nationalmannschaft
Pamić bestritt von 2005 bis 2008 insgesamt 21 Länderspiele für kroatische Nachwuchsnationalteams. 2008 wurde er von Nationaltrainer Slaven Bilić auf Abruf für die Euro 2008 nominiert, zu einer Nachberufung kam es aber nicht.
Seit dem Rücktritt von Slaven Bilić im Sommer 2012 und der Einstellung von Igor Štimac wird Pamić wieder regelmäßig für die Nationalmannschaft nominiert.

## Erfolge
- Tschechischer Meister: 2010
- Tschechischer Supercup: 2010